# Dictionary of Greek and Roman Antiquities
A Dictionary of Greek and Roman Antiquities es el título de una enciclopedia en lengua inglesa publicada por primera vez en 1842 y revisada después en múltiples ediciones hasta 1890. Cubriendo leyes, religión, arquitectura, guerra, vida cotidiana y temas parecidos primordialmente desde el punto de vista de los clasicistas, fue parte de una serie de obras de referencia sobre la antigüedad clásica de William Smith, cubriendo las otras personas, mitología y lugares. Cuenta con cerca de un millón de palabras en cualquier edición, y todas ellas están actualmente en el dominio público.

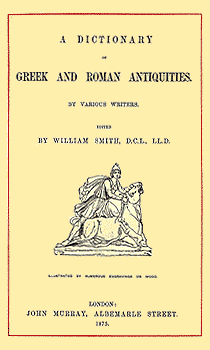
Portada de la edición de 1875.